# 山田安邦
山田 安邦（やまだ やすくに、1926年12月24日 - 2003年3月31日）は、日本の実業家。元ロート製薬社長。大阪府出身。

## 来歴・人物
ロート製薬2代目社長・山田輝郎の長男。1953年東京大学卒業後ロート製薬に入社。1962年副社長、1978年社長、1999年会長に就任、社長の座を長男の山田邦雄（現会長）に譲る。2003年、急性呼吸不全のため76歳で死去。